# Sturbridge (condado de Worcester)
Sturbridge es un lugar designado por el censo ubicado en el condado de Worcester en el estado estadounidense de Massachusetts. En el Censo de 2010 tenía una población de 2.253 habitantes y una densidad poblacional de 155,95 personas por km².

## Geografía
Sturbridge se encuentra ubicado en las coordenadas 42°5′50″N 72°3′18″O / 42.09722, -72.05500. Según la Oficina del Censo de los Estados Unidos, Sturbridge tiene una superficie total de 14.45 km², de la cual 14.25 km² corresponden a tierra firme y (1.34%) 0.19 km² es agua.

## Demografía
Según el censo de 2010, había 2.253 personas residiendo en Sturbridge. La densidad de población era de 155,95 hab./km². De los 2.253 habitantes, Sturbridge estaba compuesto por el 94.5% blancos, el 0.36% eran afroamericanos, el 0.22% eran amerindios, el 2.93% eran asiáticos, el 0% eran isleños del Pacífico, el 0.89% eran de otras razas y el 1.11% pertenecían a dos o más razas. Del total de la población el 3.46% eran hispanos o latinos de cualquier raza.